# 小双乡
小双乡是中国陕西省安康市白河县下辖的一个乡。

## 行政区划
小双乡下辖以下行政区：
东村、中皇村、黄庄村、友好村、三岔村、小双村